# Hipoteza Fatou
Hipoteza Fatou – hipoteza matematyczna nosząca nazwisko Pierre’a Fatou, która mówi, że rodzina kwadratowa odwzorowań (rodzina odwzorowań kwadratowych) z płaszczyzny zespolonej w siebie jest hiperboliczna (jest rodziną odwzorowań hiperbolicznych, czyli mających przyciągające punkty okresowe) dla gęstego i otwartego zbioru parametrów.